# Небо. Самолёт. Девушка
«Небо. Самолёт. Девушка» — российская мелодрама режиссёра Веры Сторожевой. Ремейк фильма 1968 года «Ещё раз про любовь» по пьесе Эдварда Радзинского «104 страницы про любовь».

## В ролях
| Актёр                     | Роль                                   |
| ------------------------- | -------------------------------------- |
| Рената Литвинова          | Лара                                   |
| Дмитрий Орлов             | Георгий (озвучил Константин Хабенский) |
| Михаил Ефремов            | командир корабля                       |
| Инга Оболдина (Стрелкова) | Мышка                                  |
| Константин Мурзенко       | бармен Ваня                            |
| Ярослав Бойко             | Максим                                 |
| Максим Курочкин           | друг Георгия                           |
| Янина Когут               | пожилая женщина                        |
| Людмила Левина            | сурдопереводчик                        |
| Светлана Свибильская      | диспетчер                              |
| Юлия Сулес                | женщина в рюмочной                     |
| Анжелика Шилова           | девочка в рюмочной                     |

Михаил Ефремов играет ту же роль, которую в 1968 году исполнил его отец, Олег Ефремов, в фильме «Ещё раз про любовь».

## Съёмочная группа
- Режиссёр-постановщик — Вера Сторожева
- Сценарист — Рената Литвинова (по пьесе Эдварда Радзинского «104 страницы про любовь»)
- Оператор-постановщик — Михаил Кричман
- Художник-постановщик — Алёна Шкермонтова
- Композитор — Алексей Шелыгин
- Симфонический оркестр кинематографии
  - Дирижёр — Сергей Скрипка

## Критика
Критик Елена Кутловская охарактеризовала фильм словами «шокирующая простота» и «неопримитивизм» за незамысловатые визуальные эффекты, примитивную любовную историю, простую и безыскусную игру актёров, включая чрезмерную манерность Ренаты Литвиновой и мужественность на грани грубости Дмитрия Орлова, отмечая при этом, что любовная история рассказана умело и тактично, а «неопримитивизм» картины в конечном итоге становится изыском.